# Oekraïners in Wit-Rusland
Met Oekraïners in Wit-Rusland of Wit-Russische Oekraïners (Oekraïens: Українці Білорусі, Wit-Russisch: Украінцы ў Беларусі) worden Wit-Russische burgers van Oekraïense (etnische) achtergrond aangeduid. Volgens de meest recente volkstelling, gehouden in 2019, telde Wit-Rusland 159.656 etnische Oekraïners. De Oekraïners vormen hiermee 1,69% van de Wit-Russische bevolking, wat ze - op etnische Wit-Russen, Russen en de Poolse minderheid na - de op drie na grootste groep in het land maakt.
Aangezien Oekraïners en Wit-Russen gemeenschappelijke voorouders hebben in het Oost-Slavische Kievse Rijk en eeuwenlang door geen enkele grens werden gescheiden, is het moeilijk vast te stellen wanneer Oekraïners zich daadwerkelijk in het huidige Wit-Rusland hebben gevestigd. Bovendien werden Oekraïners niet apart gezien van de andere Oost-Slavischsprekende inwoners in de regio, wat betekende dat er lange tijd geen specifiek etnisch-nationaal bewustzijn onder de Oekraïners was. De term "Oekraïens" of "Roetheens" kwam pas aan het einde van de 19e eeuw in gebruik. De meerderheid van de Oekraïners die in het huidige Wit-Rusland wonen, zijn afstammelingen van migranten uit Oekraïne. Oekraïne en Wit-Rusland maakten namelijk eeuwenlang onderdeel uit van dezelfde staat, waaronder de Sovjet-Unie. In de 17e eeuw vestigden ook grote aantallen Zaporozje-Kozakken zich in Wit-Rusland.
In de eerste en enige volkstelling in het Russische Rijk van 1897 werden 377.511 Oekraïners in de vijf Wit-Russische gouvernementen geregistreerd, hetgeen ongeveer 4,4% van de totale bevolking was. Nagenoeg alle Oekraïners - 97,35% - woonden op het platteland. De meeste Oekraïners woonden in de zuidelijke districten, waarvan  365.500 in het Gouvernement Grodno, met bijzondere concentraties in de districten Kobrin, Brest, Pruzhany en Pinsk. Door de Eerste Wereldoorlog, burgeroorlogen, gedwongen deportaties en hongersnoden daalde het Oekraïners de daaropvolgende decennia tot een historisch dieptepunt van circa 35.000 personen. In de naoorlogse periode tot in de jaren tachtig kwamen veel Oekraïners naar Wit-Rusland om te helpen bij de wederopbouw van het land. Hun aantal nam daardoor aanzienlijk toe: tussen 1959 en 1989 steeg het aantal Oekraïners van ongeveer 133.000 tot 291.000, van wie slechts een kwart in de Wit-Russische Socialistische Sovjetrepubliek was geboren. Na de val van het communisme in Wit-Rusland eind 1991 begon het aantal Oekraïners (en andere minderheden) drastisch af te nemen als gevolg van emigratie, culturele assimilatie en denataliteit. In 1999 waren de 237.000 Oekraïners nog goed voor 2,4% van de bevolking van de Republiek Wit-Rusland. Volgens de telling van 2009 was dit aantal echter verder gedaald tot 158.723 personen. Volgens de telling van 2019 nam het aantal Oekraïners weer licht toe: er werden 159.656 etnische Oekraïners geregistreerd. Met name in de Oblast Brest wonen verhoudingsgewijs veel Oekraïners; in de rajons Kamenets en Malaryta vormen ze meer dan 6% van de bevolking, terwijl ze in de rajons Drahichyn, Zhabinka, Ivanava, Kobrin, Pinsk en Pruzhany tussen 2,1% en 6% van de bevolking vormen. Ook in de rajons Baranavichy en Biaroza vormen ze een minderheid van ongeveer 2%. In de Oblast Homel woonden veel Oekraïners in de rajons Brahin, Gomel, Yelsk en Narovlya (in deze vier rajons varieerde het aandeel tussen de 2% en 6% van de bevolking). Buiten oblasten Brest en Homel wonen significante aantallen Oekraïners in de rajons Pukhavichy en Asipovichy - behorend tot Oblast Minsk respectievelijk Oblast Mogiljov.
|  |

## Taal
In 1999 gaf 42,9% van de Oekraïners het Oekraïens als moedertaal, terwijl 38,3% Russisch als moedertaal gaf. De plattelandsbevolking en degenen die in de zuidelijke rajons van de regio Brest woonden, gaven het Oekraïens vaker als moedertaal dan degenen die elders in het land woonden.  Tegelijkertijd gaf 84,0% van de Oekraïners in 1999 aan dat ze thuis het Russisch spraken.
Volgens de telling van 2009 spreekt ongeveer een derde van de wit-Russische Oekraïners de Oekraïense taal als moedertaal (29,2% van de Oekraïners - variërend van 23% van Oblast Grodno tot 40% in Oblast Brest). Tegelijkertijd heeft zich echter een trend van intensieve russificatie onder de Oekraïense bevolking ontwikkeld;  61,2% van alle Oekraïners gebruikt uitsluitend de Russische taal in het dagelijks leven. Daarentegen spreekt slechts 7,9% van Oekraïners het Wit-Russisch.

## Bekende Wit-Russen van Oekraïense komaf
- Svetlana Aleksijevitsj (1948), onderzoeksjournalist en schrijfster (Oekraïense moeder)
- Aleksandr Loekasjenko (1954), president van Wit-Rusland (Oekraïense opa)
- Jelena Belevskaja (1963), verspringster (geboren in de Oekraïense Socialistische Sovjetrepubliek)
- Maxim Romaschenko (1976), voetballer (geboren in de Oekraïense Socialistische Sovjetrepubliek)
- Sergej Kornilenko (1983), voetballer